# Duilio Corompai
Duilio Corompai, nato Duilio Korompaÿ (Venezia, 25 settembre 1876 – Noventa Vicentina, 30 luglio 1952), è stato un pittore italiano.

## Attività artistica

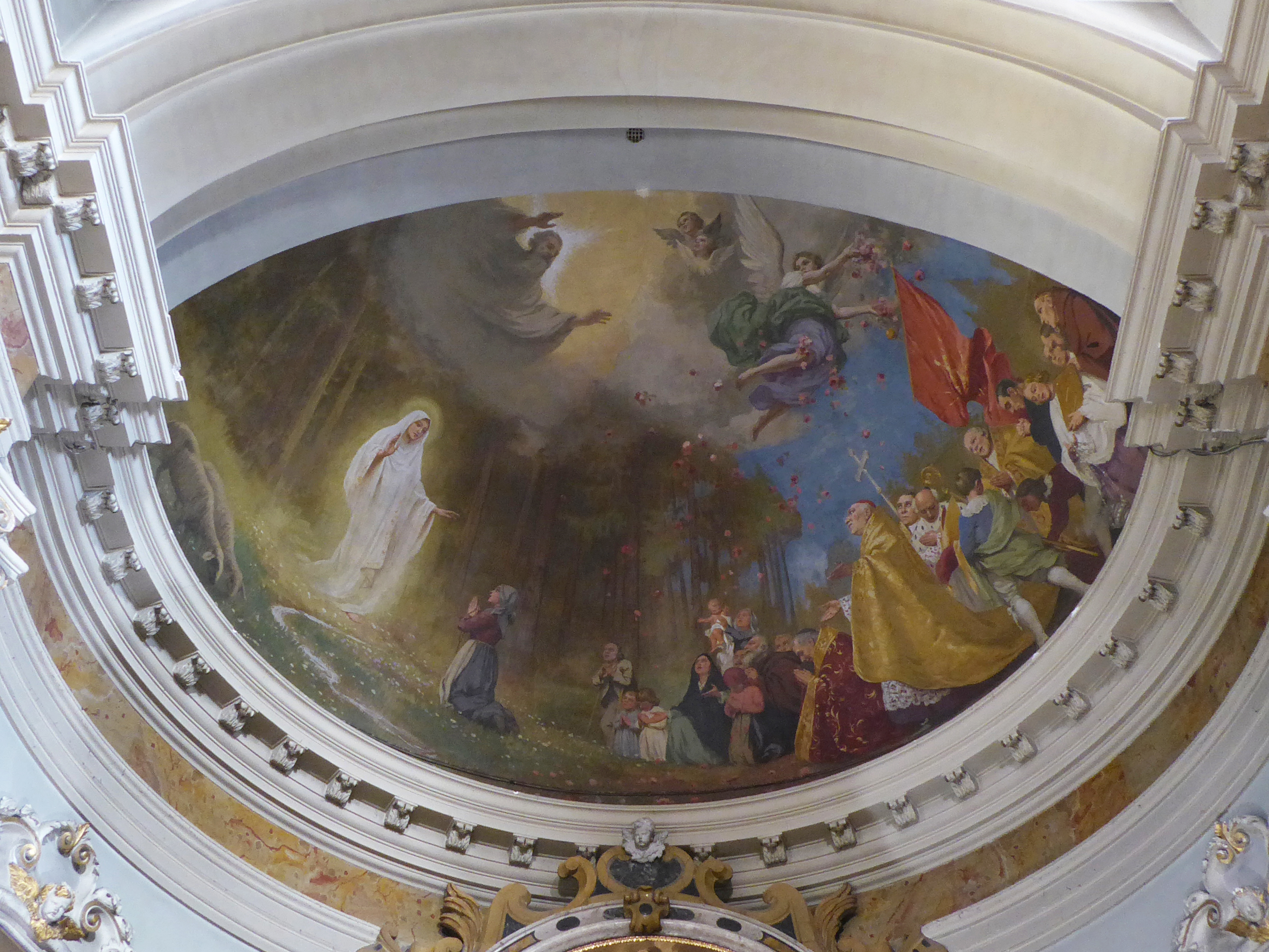
Affresco del catino absidale del santuario della Comparsa, opera di Duilio Corompai

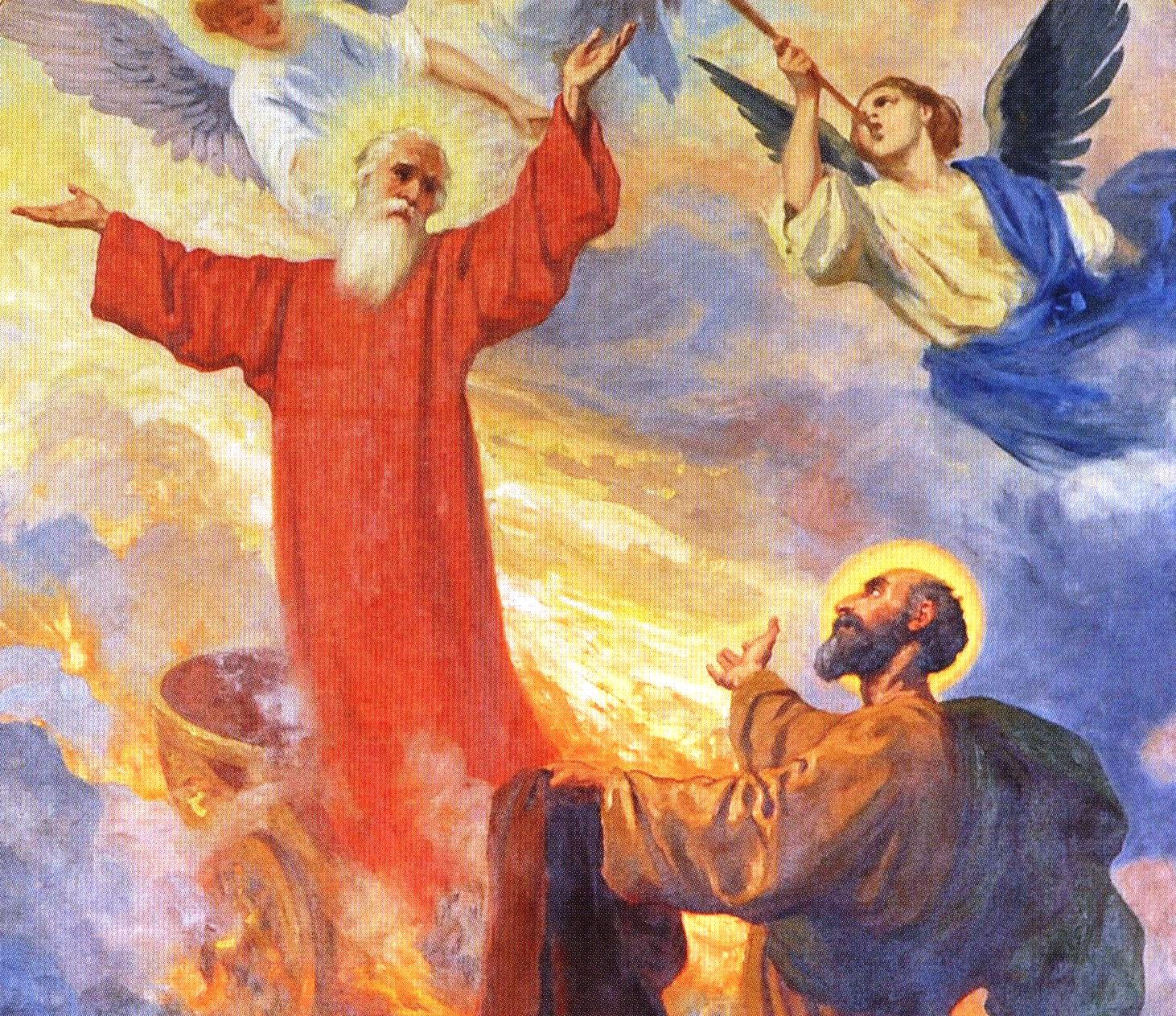
Tesero, chiesa parrocchiale di Sant'Eliseo: Il rapimento di Elia, Duilio Corompai, 1934 (particolare)

Nato da padre di origini morave e madre veneta, si trasferì con la famiglia a Milano nel 1891, dove si dedicò agli studi artistici frequentando l'Accademia di Brera sotto la guida di Giuseppe Mentessi.
Partecipò alle Biennali di Venezia del 1905 e del 1924. Opera sua è l'affresco sul catino absidale del Santuario della Comparsa di Montagnaga: in esso è raffigurata la prima apparizione della Madonna di Piné, e alcuni uomini di chiesa dell'epoca, fra cui il patriarca di Venezia La Fontaine e il vescovo di Trento Endrici.
Negli anni venti del XX secolo si legò all'ambiente artistico ferrarese: tenne una personale a Palazzo Crema nel 1922, espose nella mostra regionale tenuta al Castello Estense nel 1926 e divenne amico del pittore Giuseppe Sani.
Nei primi anni trenta venne chiamato a Tesero per abbellire l'ampliamento della chiesa di Sant'Eliseo: il grande trittico, collocato alle spalle dell'altare maggiore, nello scomparto centrale descrive il rapimento del profeta Elia su un carro di fuoco, episodio raccontato nel Secondo libro dei Re (2Re 2,9-13). Il mantello, caduto ad Elia e raccolto da Eliseo, rappresenta la continuazione della missione profetica.